# Pierre Lévêque (professeur)
Pour les articles homonymes, voir Pierre Lévêque et Lévêque.
Pierre Lévêque, né le 3 juillet 1927 à Dijon et mort dans la même ville le 29 janvier 2017, est un historien français.
Il est spécialiste de l'histoire de la Bourgogne contemporaine.

## Biographie
Pierre Lévêque est né à Dijon le 3 juillet 1927, mais c'est au village d'Izeure, entre Genlis et Cîteaux, qu'il passe sa prime enfance, de 1932 à 1935. Ses parents, Camille Lévêque et Marie-Thérèse (née Orssaud) y sont instituteurs,. En 1935 ils sont nommés à Talant, dans la banlieue dijonnaise. En 1937 il commence sa scolarité secondaire au lycée Carnot de Dijon. Il la poursuit par des études supérieures d'histoire qui le mènent, malgré la maladie, à Grenoble puis à Paris, et à l'agrégation à laquelle il est reçu en 1953. Au cours de ces études il rencontre plusieurs historiens, déjà connus, tel Albert Soboul, ou promis à la célébrité, tels Emmanuel Leroy-Ladurie, ou François Furet. Nommé d'abord professeur au lycée Bartholdi de Colmar, il rejoint en 1957 le lycée Carnot de Dijon.
Assistant puis professeur d'histoire contemporaine à l'université de Bourgogne (Dijon), où il enseigne de 1963 à 1991, Pierre Lévêque a soutenu à Paris en 1977, sous la direction de Louis Girard, une thèse de doctorat sur « La Bourgogne de la monarchie de Juillet au Second Empire ». La Bourgogne y est étudiée dans ses deux composants départementaux la Côte-d'Or et la Saône-et-Loire. Cette thèse est publiée en deux volumes en 1983. Il est l'auteur de nombreuses études et contributions sur l'histoire de la Bourgogne contemporaine.
Il participe, par des notices sur des militants de la Côte-d'Or, au Maitron
Engagé politiquement, au PCF jusqu'en 1961, puis à la Convention des institutions républicaines (CIR) et au PS, il narre son parcours dans ses « Souvenirs du XXe siècle »,.
Il meurt à Dijon le 29 janvier 2017.

## Publications

### Ouvrages
- Une société provinciale, la Bourgogne sous la monarchie de Juillet, EEHESS-Jean Touzot, Paris, 1983. 796 p.
- Une société en crise, la Bourgogne au milieu du XIXe siècle 1846-1852, EEHESS-Jean Touzot, Paris, 1983. 592 p.
- Histoire des forces politiques en France, A. Colin, Paris, 1992-1997. 3 volumes (1789-1880, 1880-1940, de 1940 à nos jours)
- Révolution et république, la France contemporaine, Éditions universitaires de Dijon (EUD), 2005
- La Bourgogne de Lamartine à nos jours, EUD, 2006. 436 p.
- Souvenirs du vingtième siècle, Paris, L’Harmattan, 2012, 2 volumes.

### Direction d'ouvrages
- La Côte-d'Or de la préhistoire à nos jours, éditions Bordessoules, Saint-Jean-d'Angély, 1996
- Histoire de Chalon-sur-Saône, EUD, 2005

### Contributions
- (direction Jean Richard), Histoire de la Bourgogne, Privat, Toulouse, 1978
- (direction Pierre Gras), Histoire de Dijon, Privat, 1981
- (coordination Jean-Bernard Charrier) La Bourgogne civilisations populaires régionales, éditions Horvath, Roanne, 1987
- Le Morvan révolutionnaire, Société des études robespierristes, 1988
- (direction Philippe Jobert) Les patrons du second Empire, volume 2, Bourgogne, Picard-Cénomane, 1991
- (direction Pierre Goujon) La Saône-et-Loire des origines à nos jours, éditions Bordessoules, 1992
- (avec Sylvie Aprile, Raymond Huard, Jean-Yves Mollier), La Révolution de 1848 en France et en Europe, éditions Sociales, Paris, 1998
- (direction Pierre Goujon) Histoire de Mâcon, Privat, 2000
- (avec Pierre Autran) Robert Jardillier 1890-1945, un socialiste humaniste et chrétien dans la tourmente, Adiamos-21/EUD, 2014